# Liešťany
Liešťany és un poble i municipi d'Eslovàquia que es troba a la regió de Trenčín. La primera menció escrita de la vila es remunta al 1332.

## Demografia
| Godina             | 1994 | 2004   | 2014   | 2024   |
| ------------------ | ---- | ------ | ------ | ------ |
| Nombre de persones | 1167 | 1248   | 1238   | 1169   |
| Diferència         |      | +6,94% | −0,80% | −5,57% |

| Godina             | 2023 | 2024   |
| ------------------ | ---- | ------ |
| Nombre de persones | 1167 | 1169   |
| Diferència         |      | +0,17% |